# Peter Grajciar
Peter Grajciar (ur. 17 września 1983 w Zwoleniu) – słowacki piłkarz występujący na pozycji pomocnika. W latach 2007–2011 reprezentant Słowacji.

## Kariera klubowa
Karierę piłkarską Grajciar rozpoczął w klubie Lokomotíva Zvolen. W pierwszym zespole grał w latach 2003–2004. Następnie odszedł do FC Nitra i w sezonie 2004/2005 awansował z tym klubem z pierwszej ligi do Extraligi. W Nitrze grał do 2008.
Latem 2008 Grajciar przeszedł z Nitry do czeskiej Slavii Praga. W lidze czeskiej zadebiutował 15 marca 2009 w wygranym 2:1 wyjazdowym spotkaniu z FK Baumit Jablonec. W sezonie 2008/2009 wywalczył ze Slavią mistrzostwo Czech.
W 2010 Grajciar został piłkarzem tureckiego Konyasporu. Zadebiutował w nim 16 sierpnia 2010 w przegranym 0:1 wyjazdowym meczu z Bursasporem.
W 2015 związał się ze Śląskiem Wrocław i podpisał półroczną umowę z opcją przedłużenia na 2 lata. 12 lutego tego samego roku zadebiutował w meczu przeciwko Legii Warszawa w ćwierćfinale Pucharu Polski. Trzy dni później strzelił pierwszą bramkę w wyjazdowym meczu przeciwko Cracovii Kraków na 1:0.
W 2017 roku Grajciar został zawodnikiem 1. FK Příbram.
| Sezon   | Klub              | Kraj     | Rozgrywki      | Mecze | Bramki |
| ------- | ----------------- | -------- | -------------- | ----- | ------ |
| 2003/04 | Lokomotíva Zvolen | Słowacja | III. liga      | ?     | ?      |
| 2004/05 | FC Nitra          | Słowacja | I liga         | 29    | 5      |
| 2005/06 | FC Nitra          | Słowacja | Extraliga      | 31    | 5      |
| 2006/07 | FC Nitra          | Słowacja | Extraliga      | 32    | 2      |
| 2007/08 | FC Nitra          | Słowacja | Extraliga      | 31    | 3      |
| 2008/09 | Slavia Praga      | Czechy   | Gambrinus Liga | 9     | 1      |
| 2009/10 | Slavia Praga      | Czechy   | Gambrinus Liga | 21    | 4      |
| 2010/11 | Slavia Praga      | Czechy   | Gambrinus Liga | 2     | 0      |
| 2010/11 | Konyaspor         | Turcja   | Süper Lig      | 28    | 8      |
| 2011/12 | Sparta Praga      | Czechy   | Gambrinus Liga | 21    | 5      |
| 2012/13 | Sparta Praga      | Czechy   | Gambrinus Liga | 7     | 0      |
| 2012/13 | Dinamo Tbilisi    | Gruzja   | Umaglesi Liga  | 10    | 4      |
| 2013/14 | Graffin Vlašim    | Czechy   | II liga        | 7     | 1      |
| 2014/15 | Śląsk Wrocław     | Polska   | Ekstraklasa    | 10    | 1      |
| 2015/16 | Śląsk Wrocław     | Polska   | Ekstraklasa    | 28    | 2      |
| 2016/17 | Śląsk Wrocław     | Polska   | Ekstraklasa    | 13    | 3      |
| 2017/18 | 1. FK Příbram     | Czechy   | II liga        | 30    | 7      |
| 2018/19 | 1. FK Příbram     | Czechy   | I liga         | 1     | 0      |

## Kariera reprezentacyjna
W reprezentacji Słowacji Grajciar zadebiutował 16 października 2007 roku w przegranym 0:3 towarzyskim spotkaniu z Chorwacją. 17 listopada 2010 roku w sparingu z Bośnią i Hercegowiną (2:3) strzelił pierwszego gola w kadrze narodowej.
| Mecze i gole w reprezentacji | Mecze i gole w reprezentacji | Mecze i gole w reprezentacji | Mecze i gole w reprezentacji | Mecze i gole w reprezentacji | Mecze i gole w reprezentacji | Mecze i gole w reprezentacji |
| #                            | Data                         | Stadion                      | Rywal                        | Wynik                        | Gol                          | Rozgrywki                    |
| 2007                         | 2007                         | 2007                         | 2007                         | 2007                         | 2007                         | 2007                         |
| ---------------------------- | ---------------------------- | ---------------------------- | ---------------------------- | ---------------------------- | ---------------------------- | ---------------------------- |
| 1.                           | 16.10.2007                   | Rijeka, Chorwacja            | Chorwacja                    | 0:3                          | 0                            | towarzyski                   |
| 2010                         |                              |                              |                              |                              |                              |                              |
| 2.                           | 17.11.2010                   | Bratysława, Słowacja         | Bośnia i Hercegowina         | 2:3                          | 1                            | towarzyski                   |
| 2011                         |                              |                              |                              |                              |                              |                              |
| 3.                           | 11.10.2011                   | Skopje, Macedonia            | Macedonia Północna           | 1:1                          | 0                            | El. ME                       |

## Sukcesy

### Slavia Praga
- Mistrzostwo Czech: 2008/2009

### Dinamo Tbilisi
- Mistrzostwo Gruzji: 2012/2013
- Puchar Gruzji: 2012/2013